# 賴俊男
賴俊男（1983年10月23日—） ，為台灣的棒球選手之一，過去效力於中華職棒米迪亞暴龍，目前為自由選手，守備位置為投手。

## 經歷
- 嘉義縣太保國小少棒隊
- 嘉義縣民和國中青少棒隊
- 嘉義縣東石高中青棒隊
- 台灣電力棒球隊
- 中華職棒誠泰COBRAS隊代訓球員
- 中華職棒米迪亞暴龍隊（2008年）

## 職棒生涯成績
2008「黑米事件」參與假球案，判處7個月，緩刑4年。

## 外部連結
| 前任： 球隊首位 | 米迪亞暴龍開幕戰先發投手 2008年 | 繼任： 球隊停權 |

- 賴俊男在台灣棒球維基館上的頁面（繁體中文）